# Van Hemert Groep-DJR/2008
Deze pagina geeft een overzicht van de Van Hemert Groep-DJR-wielerploeg in 2008.
| Naam                | Geboortedatum | Nationaliteit |
| ------------------- | ------------- | ------------- |
| Bram Aalders        | 06-06-1986    | Nederland     |
| Ruud Aerts          | 02-09-1979    | Nederland     |
| Niek Basten         | 03-09-1984    | Nederland     |
| Ralph Bauwens       | ??-??-19??    | Nederland     |
| Jeroen Boelen       | 27-01-1978    | Nederland     |
| Sierk de Haan       | 20-06-1981    | Nederland     |
| Bjorn Hoeben        | 28-03-1980    | Nederland     |
| Erik Kooijman       | ??-??-19??    | Nederland     |
| Geert Kouters       | 12-06-1988    | Nederland     |
| Johan Landström     | 30-03-1982    | Zweden        |
| Leander Pronk       | 22-02-1986    | Nederland     |
| Mike Terpstra       | 24-04-1987    | Nederland     |
| Ben van der Kooi    | 15-11-1986    | Nederland     |
| Johnny van Diemen   | ??-??-19??    | Nederland     |
| Bram van Oosterhout | 27-04-1985    | Nederland     |
| Jorrit Walgien      | 27-05-1982    | Nederland     |